# Uppsalalav
Uppsalalav (Ochrolechia upsaliensis) är en lavart som först beskrevs av L., och fick sitt nu gällande namn av A. Massal. Uppsalalav ingår i släktet Ochrolechia och familjen Ochrolechiaceae.  Arten är reproducerande i Sverige. Inga underarter finns listade i Catalogue of Life.